# كانياس دي أثيتونو
بلدية كنياس الزيتون أو (نقحرة: كانياس دي أثيتونو) (بالإسبانية: Canillas de Aceituno) هي بلدية تقع في مقاطعة مالقة التابعة لمنطقة أندلوسيا جنوب إسبانيا.

## الديموغرافيا
بلغ عدد سكان بلدية كنياس الزيتون 2.242 نسمة عام 2011 (وفقاً للمعهد الوطني الإسباني للإحصاء).
| 2.327 | 2.257 | 2.125 | 2.242 | 2.336 | 2.323 | 2.242 |